# Saw – The Ride
Saw – The Ride (Eigenschreibweise: SAW – The Ride) im Thorpe Park (Chertsey, Surrey, UK) ist eine Stahlachterbahn vom Modell Euro-Fighter des Herstellers Gerstlauer Amusement Rides, die am 14. März 2009 eröffnet wurde.
Sie ist die erste Achterbahn weltweit, die ein Gefälle von 100° besitzt. Die Strecke besitzt eine Länge von 720 m sowie eine Höhe von 31 m.
Die Thematisierung der Bahn wurde an die Spielfilmreihe Saw angepasst, entsprechend kommen Horror-Szenerien zum Einsatz.
Die Fahrt findet teilweise im Inneren des Gebäudes, in dem auch die Station untergebracht ist, statt, hier ist die Bahn eine Kombination aus Dunkelachterbahn und Dark Ride.

## Wagen
Saw – The Ride besitzt acht einzelne Wagen. In jedem Wagen können acht Personen (zwei Reihen à vier Personen) Platz nehmen.

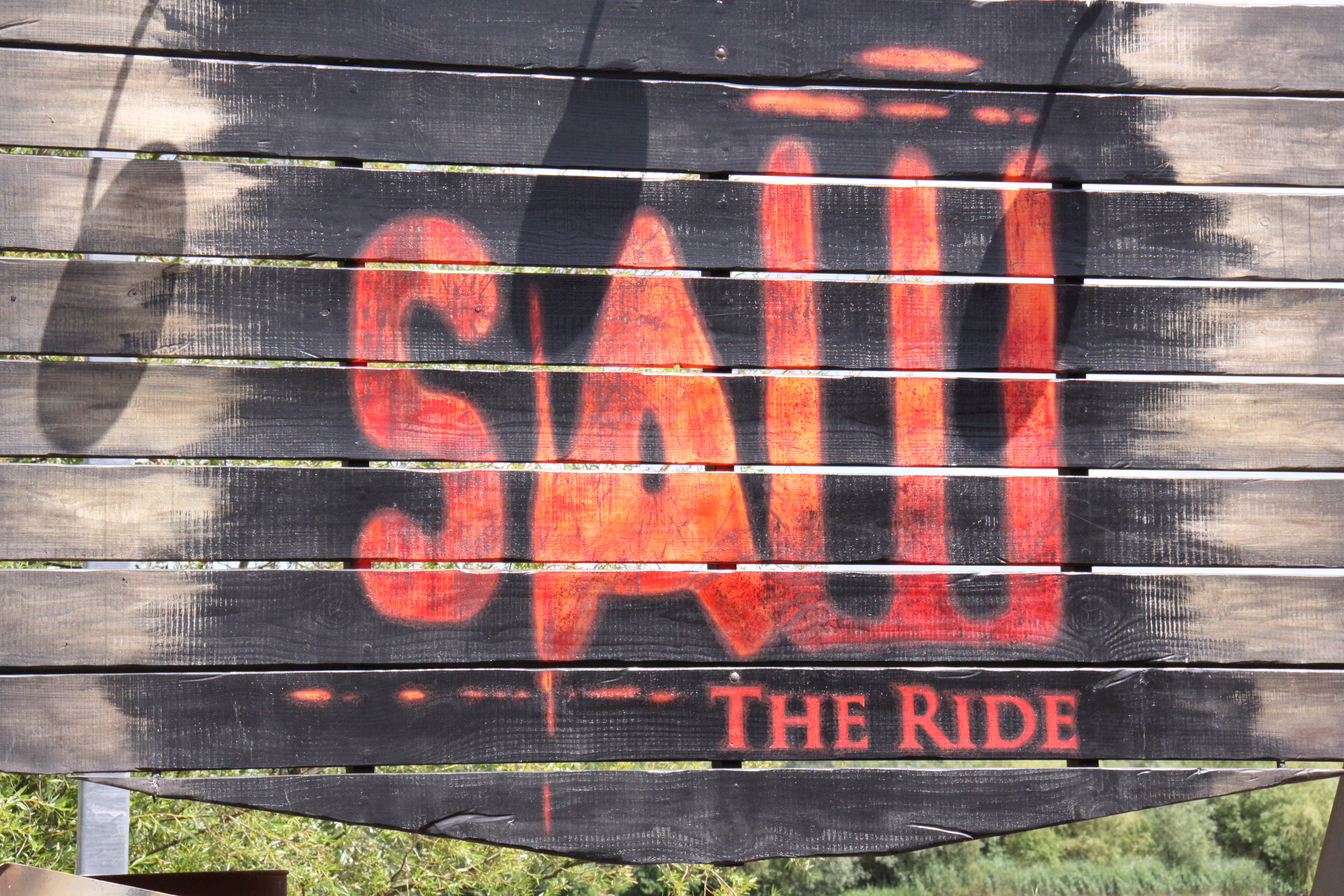
Logo der Achterbahn
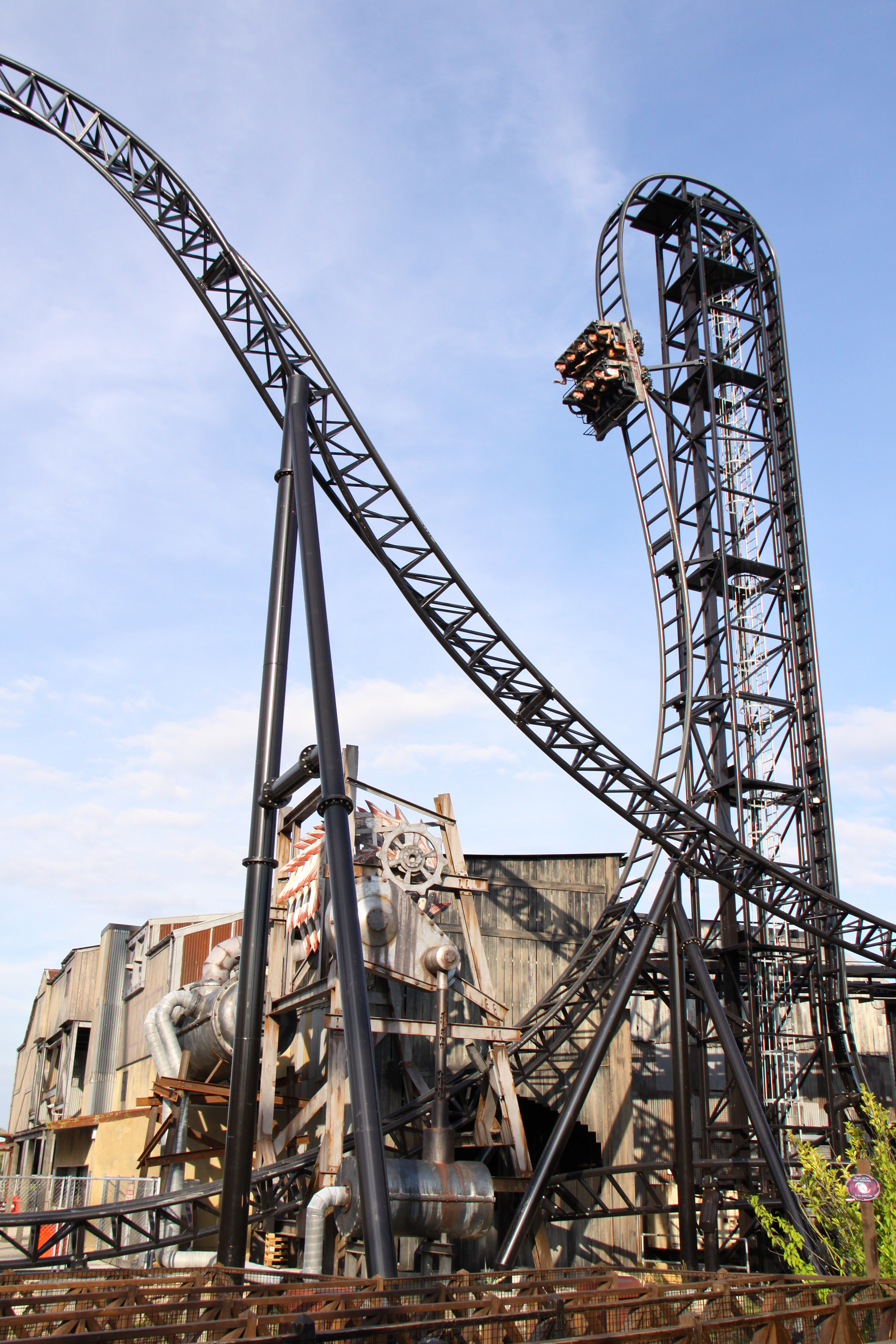
Der First Drop
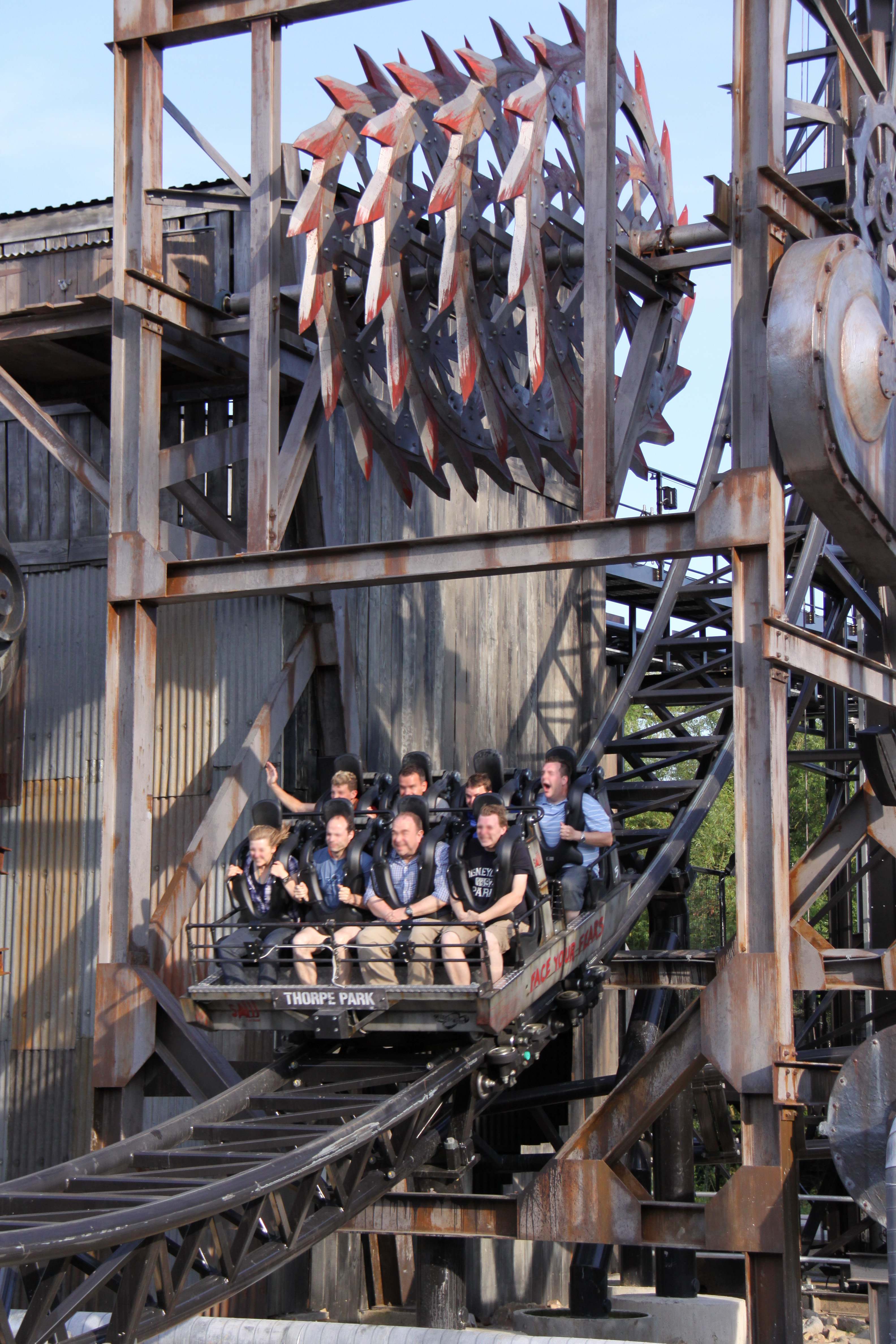
Ein Wagen der Bahn